# Silas G. Pratt
Silas G. Pratt   (Addison, 4 d'agost de 1846 - Pittsburgh, 30 d'octubre de 1916) va ser un compositor estatunidenc.
Estudià a Berlín amb Theodor Kullak, Franz Bendel i Friedrich Kiel de 1868 fins a 1871; i amb Franz Liszt i Heinrich Dorn 1875/76. El 1871 dona conèixer la seva primera simfonia, el 1872 organitzà el Club Apolo de Chicago; després va fer diversos concerts a Londres i París, incloent alguns de la seva música original. El 1884 fundà i dirigí el Grand Opera Destival, de Chicago; organitzà i dirigí el festival d'Omaha i altres festes musicals, incloent les celebrades en l'Exposició de Chicago i en la d'Anvers (1895).
Va compondre tres òperes: Zenobie, El triomf de Colón i Lucila; concerts, obertures, simfonies, poemes simfònics, música de piano, cançons, etc., i va publicar les obres següents; Lincoln in Story (1901), Pianist's Mental Velocity (1903), i alguna altra.